# Saparmyrat Myradow
Saparmyrat Şadurdyýewiç Myradow (ur. 9 października 1992) – turkmeński zapaśnik walczący w stylu wolnym. Czternasty na mistrzostwach Azji w 2013. Piąty na igrzyskach solidarności islamskiej w 2017. Wicemistrz halowych igrzysk azjatyckich w 2017 roku. Zajął siedemnaste miejsce na Uniwersjadzie w 2013, jako zawodnik National Institute of Sports and Tourism of Turkmenistan w Aszchabadzie.